# Angkalanthus
Angkalanthus, monotipski biljni rod s otoka Sokotra. Ugroženi endem iz porodice primogovki

## Opis
Polugrm s otoka Sokotre. Vrsta je ugrožena zbog ispaše koza.

## Vanjske poveznice
- Angkalanthus oligophylla